# Fontaine de Roland
La Fontaine de Roland (parfois appelée Fontaine de Maximilien; en slovaque : Rolandova fontána ou Maximiliánova fontána) est la plus célèbre fontaine de Bratislava, en Slovaquie. Elle est située dans la Vieille Ville, sur la Place Principale.

## Histoire
Sa construction fut ordonnée par l'empereur Maximilien II, Roi de Hongrie, en 1572, afin de fournir un approvisionnement public en eau. La fontaine est surmontée d'une statue de l'empereur Maximilien dépeint en chevalier en armure. Son aspect actuel est probablement éloigné de son aspect d'origine, puisqu'elle a été modifiée et reconstruite à plusieurs reprises. Cependant, sa popularité reste intacte, restant l'un des points de rencontre préférés du centre-ville. De nombreuses légendes sont centrées sur cette fontaine, la plupart avec Maximilien comme protecteur de la ville.